# Pendiente (geografía)

Señal carretera polaca que indica un camino con pendiente.

Una pendiente es un declive del terreno y la inclinación, respecto a la horizontal, de una vertiente. 
Los procesos de modelado de las vertientes dependen de la inclinación de estas y una pendiente límite (de unos 45°, aunque variable según la índole de la roca), a partir de la cual se superan las fuerzas de rozamiento que retienen a los materiales sueltos en las vertientes. Por lo general existe un cambio de pendiente más o menos brusco entre la vertiente y el talud de derrubios que se forma en su base; la pendiente límite de ese talud suele ser de unos 35°. Tras un largo proceso de modelado, una vertiente puede tener una pendiente de equilibrio cuya inclinación ya no cambiará sensiblemente mientras duren las mismas condiciones climáticas y biológicas.
La medición de una pendiente se expresa a menudo como un porcentaje de la tangente. Se usa para expresar la inclinación de, por ejemplo, un camino sobre una elevación de terreno, donde cero indica que se está "a nivel" (con respecto a la horizontal) mientras que cifras correlativas ascendentes designan inclinaciones más empinadas. Hay tres sistemas de numeración: 
- el ángulo de una horizontal en grados, normalmente expresado en grados sexagesimales,
- como porcentaje: la tangente del ángulo de inclinación, o
- una definición alternativa como porcentaje: el seno del ángulo: la razón del cambio de altitud a la longitud de la superficie entre dos puntos cualquiera.

En ingeniería vehicular, varios diseños basados en accidentes geográficos (automóviles, utilitarios, camionetas, trenes, etc.) están tasados por su habilidad para ascender el terreno. 